# Think About The Way
"Think About The Way" é uma canção gravada pelo rapper britânico Ice MC, que foi lançado em 1994 como segundo single de seu álbum, Ice'n'Green. Foi escrito e produzido pelo DJ Pick do The Viper Traxx Entertainment Group e os vocais femininos foram executados por Alexia. Depois de ser apresentada na trilha sonora do filme Trainspotting, a canção foi relançada no Reino Unido em setembro de 1996, obtendo maior sucesso do que seu lançamento original, atingindo a 8ª posição no UK Singles Chart e a 5ª no Scottish Singles Chart. Remixes da canção foram lançados em 2002, em 2007 pela Frisco vs ICE MC, e em 2009 pela Gigi Barocco vs ICE MC.
Na Europa, alcançou o Top 10 na Bélgica, Dinamarca, Itália, Escócia, Espanha e Suíça. Além disso, o single conseguiu escalar para o Top 20 na Finlândia, França, Alemanha, Islândia, Irlanda, Holanda e Suécia, bem como no Eurochart Hot 100, onde atingiu o número 18. No Reino Unido, "Think About the Way" alcançou sua posição mais alta como número 38 em sua segunda corrida no UK Singles Chart, em 8 de setembro de 1996. Mas no UK Dance Chart, foi um sucesso ainda maior, alcançando o número 6. Fora da Europa, o single atingiu a posição 4 no RPM Dance Chart no Canadá e também foi um grande sucesso em Israel, chegando ao número 5.
O Music & Media escreveu sobre a música: "Era apenas uma questão de tempo, mas o cruzamento entre a euro dance e o ragga é um fato agora. Visualize o personagem masculino em Culture Beat como uma torradeira jamaicana em vez de um rapper comum".
Em 2011, a banda alemã Groove Coverage fez uma versão renovada também chamado de "Think About The Way" com os vocais de Rameez. Essa versão só utiliza a melodia com novas letras. 

## Videoclipe
O videoclipe de "Think About the Way" foi dirigido por Giacomo De Simone. O vídeo foi postado no YouTube em setembro de 2014. Em agosto de 2020, teve mais de 12,9 milhões de visualizações.

## Lista de Faixas

#### CD maxi - Germany, Belgium, France, Italy, Sweden
1. "Think About the Way" (radio mix) — 4:16
2. "Think About the Way" (extended mix) — 7:08
3. "Think About the Way" (doop dibby dub mix) — 3:20
4. "Think About the Way" (a cappella) — 4:16

#### CD maxi - UK
1. "Think About the Way" (original radio edit) — 4:19
2. "Think About the Way" (LuvDup "Cliffy" vocal mix) — 7:09
3. "Think About the Way" (Jules & Skins pumped up club mix) — 5:55
4. "Think About the Way" (original extended Italian mix) — 7:12
5. "Think About the Way" (doop dibby dub) — 3:19
6. "Think About the Way" (Jules & Skins dattman reggae jam) — 6:16